# المستد (اسکس)
المستد (به انگلیسی: Elmstead) یک روستا و محله مدنی در بریتانیا است که در Tendring واقع شده‌است. المستد ۱٬۸۵۵ نفر جمعیت دارد.